# Sideriet

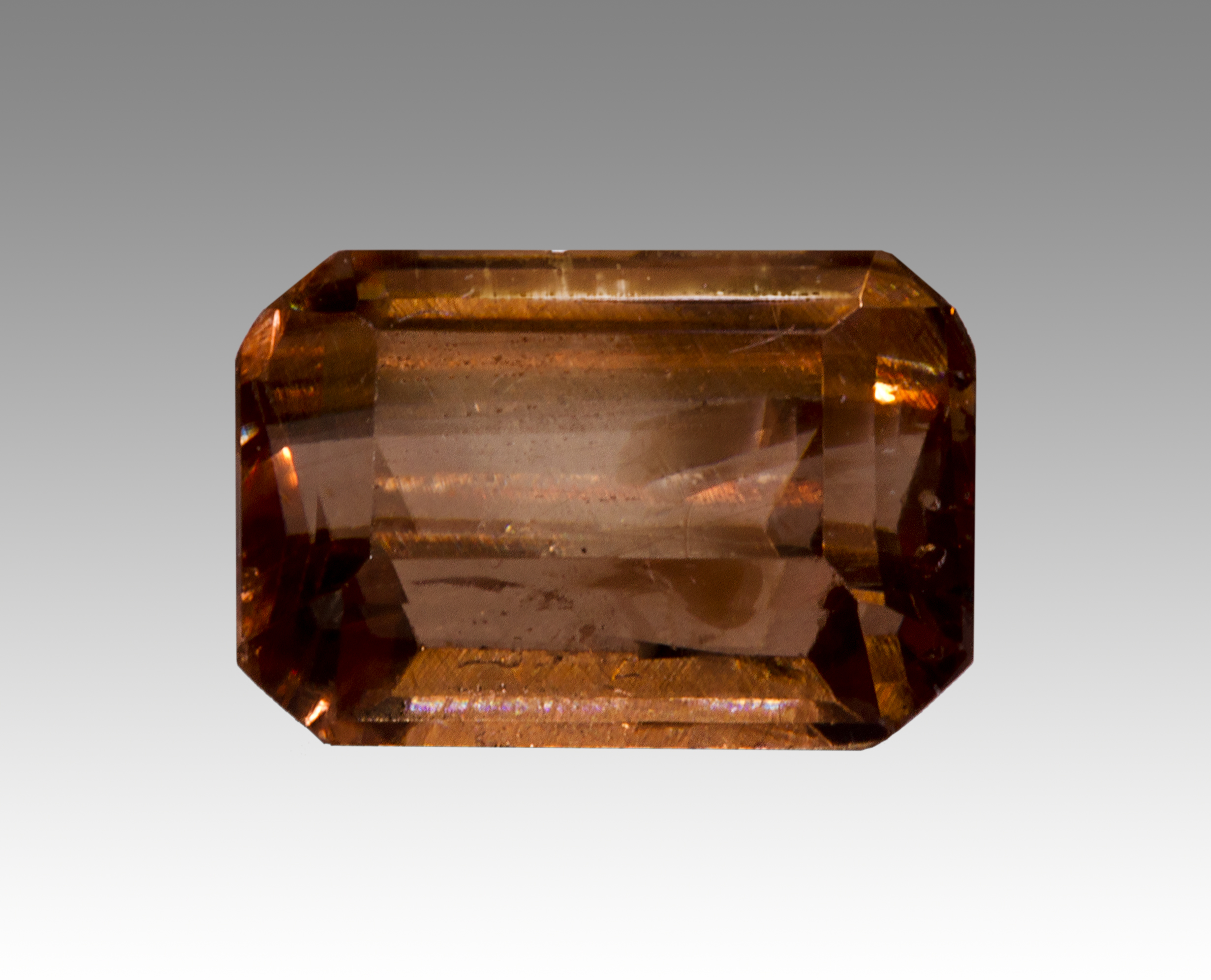
Sideriet cut

Het mineraal sideriet (ook wel ijzerspaat) is een ijzer-carbonaat met de chemische formule FeCO3.

## Eigenschappen
Het grijze of geelbruin tot bruine sideriet heeft een glasglans, een witte streepkleur en de splijting van het mineraal is perfect volgens het kristalvlak [1011]. Het kristalstelsel is trigonaal. Sideriet heeft een gemiddelde dichtheid van 3,96, de hardheid is 3,5 en het mineraal is niet radioactief.

## Naamgeving
De naam van het mineraal sideriet is afgeleid van het Griekse σίδηρος síderos, dat ijzer betekent.

## Voorkomen
Sideriet is een mineraal dat zeer algemeen voorkomt en in allerlei verschillende typen gesteenten kan ontstaan. Het wordt gevormd in biogeen afzettingsgesteente als kalksteen, en ook in stollings- en metamorfe gesteenten. Het is een typisch mineraal dat ontstaat bij verwering van andere gesteenten en zorgt voor de oranjebruine kleur van verweerde kalksteen. Sideriet wordt in kristalvorm onder andere gevonden in Beira Baixa, Portugal; Peyrebrune, Tarn, Frankrijk en in Quebec, Canada.